# Eichenmehltau
Der Eichenmehltau (Erysiphe alphitoides, Basionym: Microsphaera alphitoides) ist ein Schlauchpilz der Ordnung Erysiphales und gehört zu den Echten Mehltaupilzen.
Der vermutlich aus Nordamerika eingeschleppte Pilz trat erstmals 1907 in Europa auf.
Der Eichenmehltau gilt als Forstschädling und befällt vor allem Stieleiche (Quercus robur) und Traubeneiche (Quercus petraea). Auch kommt er an Rotbuche (Fagus sylvativa) sowie Edelkastanie (Castanea sativa) vor.
Befallen werden überwiegend junge Blätter. Die bedeutendsten Schäden treten daher in Baumschulen und an frisch gepflanzten Jungpflanzen auf. An Altpflanzen werden im Normalfall nur der Johannistrieb und Stockausschläge befallen.
Anfangs bilden sich zimtfarbene Flecken auf dem Blatt, die sich schnell ausbreiten. Der Pilz bildet auf dem Blatt seines Wirtes ein Mycel, von dem aus er Haustorien in die Blattzellen entsendet. Das weiße Pilzmycel überzieht das gesamte Blatt. Zusätzlich bilden sich auf dem Mycel Konidien, deren Aussehen an weißen Puder erinnert. Später rollt sich das Blatt ein, färbt sich braun und fällt vorzeitig ab.

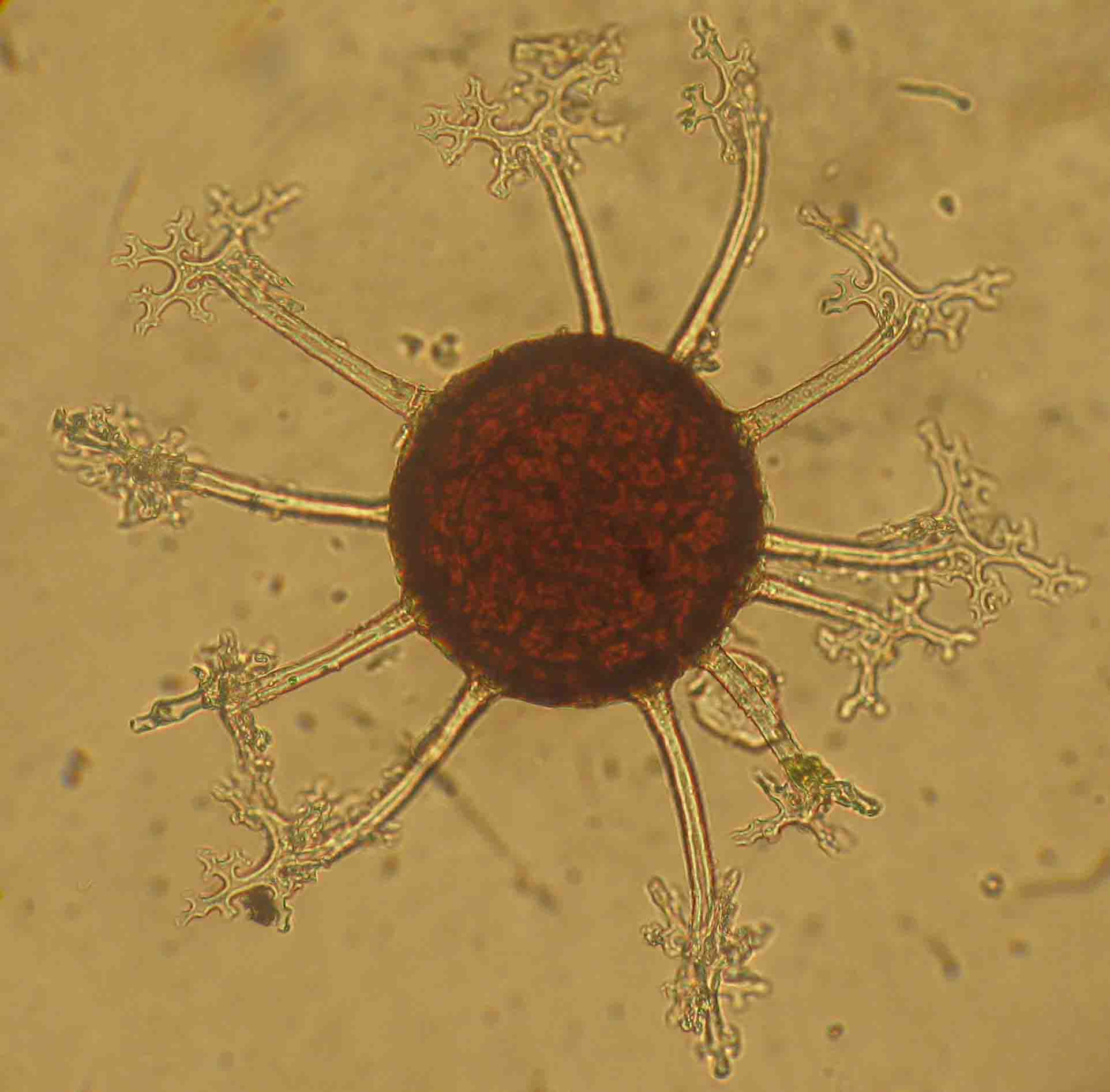
Kleistothecium des Eichen-Mehltaues Erysiphe alphitoides auf einem Stiel-Eichenblatt. Die gut erkennbaren Anhängsel des Kleistotheciums sind artspezifisch.

Im Herbst bilden sich kleine Fruchtkörper (Kleistothecien) mit einem Durchmesser von 0,1 bis 0,2 mm – vor allem nach heißen Sommern.
Der Pilz überwintert meist als in unter Knospen eingelagertes Mycel.

## Parasiten
Der Mehltau-Parasit Ampelomyces quisqualis parasitiert als Hyperparasit auf dem Eichen-Mehltau, kann aber auch saprobiotisch leben. Er ist aber nur unter dem Mikroskop erkennbar.

## Einzelnachweis
1. ↑  Biologische Kontrolle, Cornell University, USA